# Flagelloscypha oblongispora
Flagelloscypha oblongispora är en svampart som beskrevs av Agerer 1980. Flagelloscypha oblongispora ingår i släktet Flagelloscypha och familjen Niaceae.   Inga underarter finns listade i Catalogue of Life.